# Uloboridae
Uloboridae é uma família de aranhas araneomorfas que têm a particularidade de carecer de glândulas de veneno. Compensam esta deficiência envolvendo rapidamente a suas presas em seda com as pernas dianteiras particularmente longas. 

## Distribuição
Esta família tem uma distribuição quase cosmopolita, mas centrada na Australásia e na América do Sul. Apenas duas espécies têm ocorrêcia natural na Europa: Uloborus walckenaerius e Hyptiotes paradoxus. 

## Descrição
Uloboridae é uma família de aranhas cribeladas, que geralmente possuem oito olhos, com a exceção do gênero Miagrammopes que possuem apenas quatro olhos. Esta família também é caracterizada por ter seus metatarsos IV comprimidos dorsalmente e curvados, bem como por ser uma das poucas famílias de aranhas que não possui glândulas de veneno.

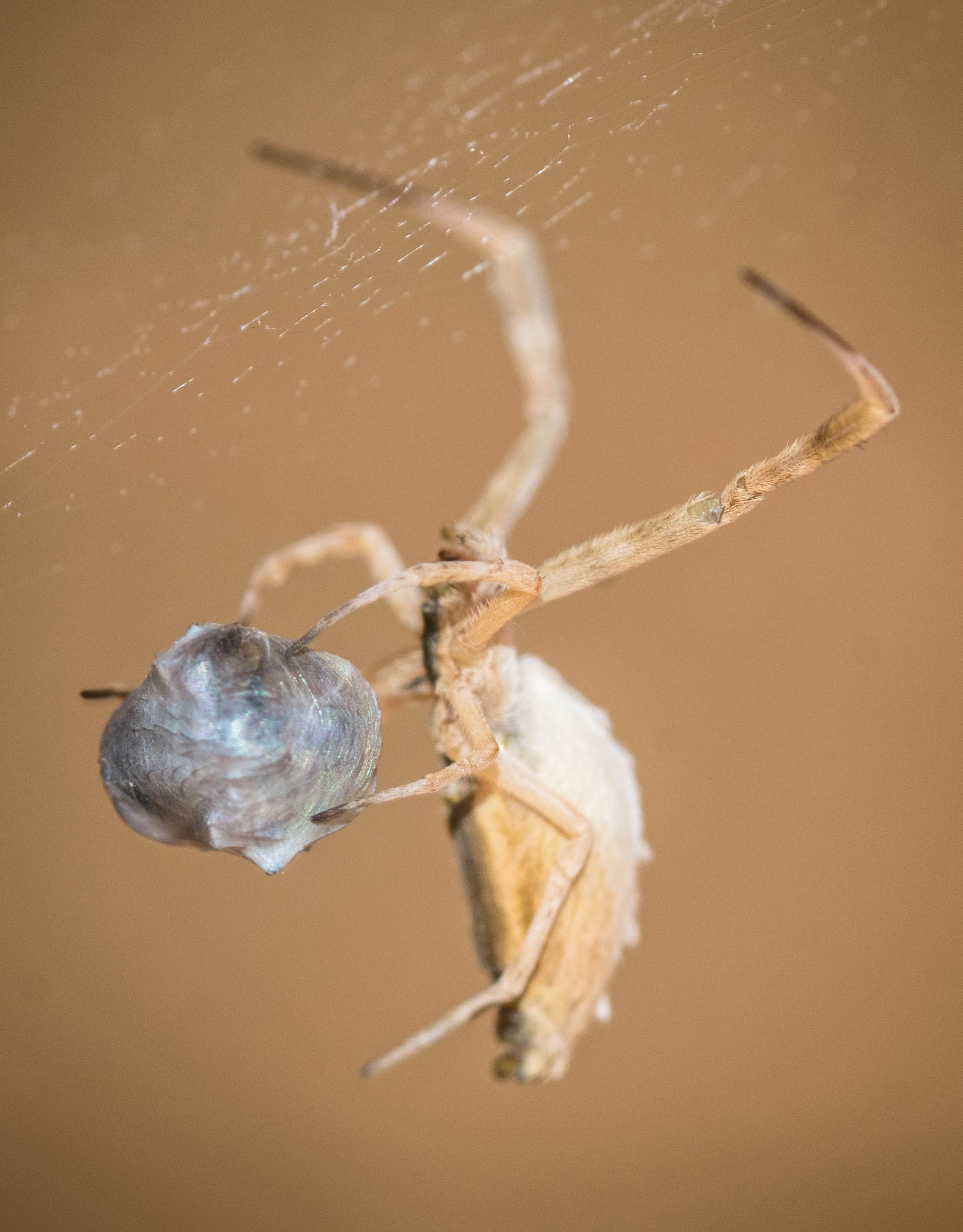
Uloborus walckenaerius com presa

Os seus olhos são característicos: as aranhas do gênero Uloborus têm os olhos posicionados ao longo de duas linhas curvas. A disposição ocular do gênero Hyptiotes é diferente do resto das aranhas: os seus olhos posteriores são grandes e protuberantes, estando situados na linha média do prossoma, enquanto que os anteriores estão consideravelmente separados da margem anterior da cabeça.

## Ecologia
O método de caça dessas aranhas é único entre os animais. Essas aranhas não usam adesivo em suas teias orbitais, mas sim fibras cribeladas muito finas em cada fio de seda para capturar as presas. Usando sua seda, elas pegam suas presas, depois as envolvem e as comprimem severamente, em seguida a cobrem com fluido digestivo. Assim que a presa é coberta com o fluido digestivo, a aranha começa a se alimentar.

## Gêneros
A família Uloboridae inclui os seguintes gêneros:
- Ariston O. P-Cambridge, 1896 (América Central)
- Astavakra Lehtinen, 1967 (Filipinas)
- Conifaber Opell, 1982 (América do Sul)
- Daramulunia Lehtinen, 1967 (Samoa, Fiji, Novas Hébridas)
- Hyptiotes Walckenaer, 1837 (Paleártico)
- Lehtineniana Sherwood, 2022 (Oceania)
- Lubinella Opell, 1984 (Nova Guiné)
- Miagrammopes O. P.-Cambridge, 1870 (América, Australásia)
- Octonoba Opell, 1979 (Rússia, Ásia Central a Japão)
- Orinomana Strand, 1934 (América do Sul)
- Philoponella Mello-Leitão, 1917 (África, América, Ásia, Austrália)
- Polenecia Lehtinen, 1967 (Mediterrâneo ao Azerbaijão)
- Purumitra Lehtinen, 1967 (Austrália, Filipinas)
- Siratoba Opell, 1979 (USA, México)
- Sybota Simon, 1892 (América do Sul)
- Tangaroa Lehtinen, 1967 (Oceania)
- Uloborus Latreille, 1806 (Cosmopolita)
- Waitkera Opell, 1979 (Nova Zelândia)
- Zosis Walckenaer, 1842 (Pantropical)